# DFB-Pokal der Frauen 2004-2005
La DFB-Pokal der Frauen 2004-2005 è stata la 25ª edizione della Coppa di Germania, organizzata dalla federazione calcistica della Germania (Deutscher Fußball-Bund - DFB) e riservata alle squadre femminili che partecipano ai campionati di primo e secondo livello, oltre a una selezione di squadre provenienti dalla Regionalliga a completamento organico, per un totale di 33 partecipanti. Questa è stata anche l'ultima edizione in cui sono state ammesse le squadre riserva. 
La finale si è svolta all'Olympiastadion di Berlino il 28 maggio 2005, ed è stata vinta dal Turbine Potsdam per la seconda volta, oltre che seconda consecutiva, nella sua storia sportiva, superando le avversarie del 1. FFC Francoforte, alla loro settima finale di Coppa consecutiva, con il risultato di 3-0.

## Turno di qualificazione
L'incontro è stato disputato il 15 agosto. I vincitori della Coppa regionale di Amburgo e Brema hanno dovuto affrontarsi in scontro diretto per ridurre il numero dei partecipanti a 32 squadre.
| Squadra 1         | Risultato | Squadra 2  |
| ----------------- | --------- | ---------- |
| Polizei SV Bremen | 0 – 3     | Amburgo II |

## Primo turno
Gli incontri si sono disputati il 29 agosto 2004. Per due squadre di massima divisione la coppa si è conclusa già al primo turno. 2001 Duisburg (contro Brauweiler Pulheim) e Amburgo (contro Turbine Potsdam II) sono stati eliminati dalle squadre di seconda divisione.
| Squadra 1           | Risultato       | Squadra 2           |
| ------------------- | --------------- | ------------------- |
| TeBe Berlino        | 2 – 4           | Wolfsburg           |
| FFV Neubrandenburg  | 0 - 6           | Heike Rheine        |
| Magdeburger FFC     | 0 - 9           | SG Essen-Schönebeck |
| Erzgebirge Aue      | 0 - 4           | FSV Francoforte     |
| Bad Neuenahr II     | 0 - 9           | 1. FFC Francoforte  |
| Jena                | 1 - 2           | Viktoria Jägersburg |
| Oldesloe 2000       | 2 - 4 (dts)     | TuS Köln rrh.       |
| Brauweiler Pulheim  | 3 – 2 (dts)     | 2001 Duisburg       |
| Turbine Potsdam II  | 2 – 2 (4-3 dtr) | Amburgo             |
| Gütersloh           | 11 - 3          | Amburgo II          |
| Klinge Seckach      | 1 - 6           | Friburgo            |
| Memmingen           | 1 - 6           | Bayern Monaco       |
| Germania Pfungstadt | 0 - 7           | Bad Neuenahr        |
| Sand                | 0 - 4           | Crailsheim          |
| Saarbrücken         | 5 - 2 (dts)     | Niederkirchen       |
| Jahn Delmenhorst    | 1 - 11          | Turbine Potsdam     |

## Ottavi di finale
Gli ottavi di finale si sono giocati il 14 novembre 2004. Il Viktoria Jägersburg, squadra di 2. Frauen-Bundesliga che in campionato lottava per evitare la retrocessione, ha quasi ribaltato i pronostici per aver costretto il Friburgo a conquistare con fatica il passaggio del turno arrivando ai tempi supplementari, risoltasi con la vittoria di quest'ultima con il risultato di 6 a 5. Gli incontri degli altri favoriti hanno rispettato le previsioni.
| Squadra 1           | Risultato   | Squadra 2           |
| ------------------- | ----------- | ------------------- |
| Brauweiler Pulheim  | 2 – 12      | Turbine Potsdam     |
| Gütersloh           | 1 - 2       | SG Essen-Schönebeck |
| Saarbrücken         | 1 – 3       | Bayern Monaco       |
| TuS Köln rrh.       | 0 - 2       | Heike Rheine        |
| Turbine Potsdam II  | 2 – 3       | Wolfsburg           |
| Viktoria Jägersburg | 5 - 6 (dts) | Friburgo            |
| 1. FFC Francoforte  | 5 - 0       | Crailsheim          |
| Bad Neuenahr        | 3 - 1       | FSV Francoforte     |

## Quarti di finale
I quarti di finale si sono giocati il 12 dicembre 2004.
| Squadra 1          | Risultato   | Squadra 2           |
| ------------------ | ----------- | ------------------- |
| Turbine Potsdam    | 5 - 0       | Bad Neuenahr        |
| 1. FFC Francoforte | 3 - 0 (dts) | SG Essen-Schönebeck |
| Heike Rheine       | 0 - 1       | Bayern Monaco       |
| Friburgo           | 4 - 1       | Wolfsburg           |

## Semifinali
Le partite si sono svolte il 28 marzo 2005.
| Squadra 1       | Risultato | Squadra 2          |
| --------------- | --------- | ------------------ |
| Turbine Potsdam | 2 - 0     | Bayern Monaco      |
| Friburgo        | 0 - 1     | 1. FFC Francoforte |

## Finale
| Arbitro: | Miriam Dräger (Kirn-Sulzbach) |

|                                      |           |  |
| Pohlers 23’ Wimbersky 34’ Mittag 80’ | Marcatori |  |

### Formazioni
| Turbine Potsdam |    |                 |  |     |
|                 |    |                 |  |     |
| P               | 25 | Nadine Angerer  |  |     |
| D               | 4  | Britta Carlson  |  |     |
| D               | 8  | Inken Beeken    |  |     |
| D               | 3  | Sonja Fuss      |  |     |
| C               | 6  | Navina Omilade  |  |     |
| C               | 14 | Jennifer Zietz  |  |     |
| C               | 17 | Ariane Hingst   |  |     |
| C               | 18 | Viola Odebrecht |  | 73’ |
| A               | 31 | Anja Mittag     |  |     |
| A               | 9  | Conny Pohlers   |  |     |
| A               | 20 | Petra Wimbersky |  | 65’ |
| Sostituzioni:   |    |                 |  |     |
| C               | 22 | Karolin Thomas  |  | 73’ |
| A               | 19 | Cristiane       |  | 65’ |
| Allenatore:     |    |                 |  |     |
| Bernd Schröder  |    |                 |  |     |

| 1. FFC Francoforte     |    |                    |  |     |
|                        |    |                    |  |     |
| P                      | 1  | Marleen Wissink    |  |     |
| D                      | 8  | Tina Wunderlich    |  |     |
| D                      | 4  | Nia Künzer         |  | 59’ |
| D                      | 17 | Judith Affeld      |  |     |
| D                      | 22 | Steffi Jones       |  |     |
| C                      | 7  | Pia Wunderlich     |  |     |
| C                      | 18 | Kerstin Garefrekes |  |     |
| C                      | 10 | Renate Lingor      |  |     |
| C                      | 3  | Louise Hansen      |  |     |
| A                      | 11 | Katrin Kliehm      |  |     |
| A                      | 9  | Birgit Prinz       |  | 26’ |
| Sostituzioni:          |    |                    |  |     |
| C                      | 12 | Meike Weber        |  | 59’ |
| A                      | 21 | Sandra Albertz     |  | 26’ |
| Allenatore:            |    |                    |  |     |
| Hans-Jürgen Tritschoks |    |                    |  |     |